# Miami Grill
O Miami Grill, anteriormente designado Miami Subs Grill, é uma cadeia de restaurantes privada americana, sediada em Fort Lauderdale, Flórida, nos Estados Unidos. A cadeia tem cerca de 30 estabelecimentos, a maioria dos quais em Miami-Dade, Broward e Palm Beach County, na Florida. O menu da empresa consiste em itens como buffalo wing, sanduíches philly cheesesteak e gyros, juntamente com itens dos cachorros-quentes Arthur Treacher's e Nathan's Famous, todos com acordos de co-branding com o Miami Grill, e que foram irmãos corporativos do Miami Subs de 1999 a 2007.

## História

### Fundação
O fundador da empresa, Gus Boulis, ajudou a construir a cadeia de restaurantes Mr. Submarine, agora conhecida como Mr. Sub, no Canadá, de um único local para mais de 200 locais, após o que se retirou para a Flórida. Em 1980, abriu outro restaurante em Key West chamado Mr. Submarine, que mais tarde se expandiu para Miami Subs Grill, oferecendo uma maior variedade de comida, toda cozinhada na hora.

### Expansão
O Miami Subs Grill construiu este conceito e expandiu-se rapidamente nos anos 90, começando na Flórida e espalhando-se rapidamente por todo o país, com novos restaurantes, bem como lojas em locais menos típicos, como escolas, áreas de descanso nas rodovias (particularmente ao longo da Florida's Turnpike) e aeroportos. Os restaurantes apresentavam um design exterior distinto com tons pastel inspirados em South Beach, enfeitados com luzes de néon cor-de-rosa e azuis e interiores decorados com um motivo tropical.

### Acordo de associação de marcas
Um acordo de 1998 acrescentou o peixe e batatas fritas de Arthur Treacher's ao conceito do Miami Subs Grill. No entanto, uma fusão planeada entre as duas empresas falhou quando o valor das ações de Arthur Treacher caiu vertiginosamente.

### Compra e venda
Em 1999, a Nathan's Famous adquiriu a cadeia por US$ 14,4 milhões, colocando as marcas Miami Subs Grill e Arthur Treacher's sob um mesmo teto empresarial. A cadeia tinha aproximadamente 175 pontos de venda na época da aquisição. No entanto, a cadeia lutou contra as dificuldades, em parte devido à instabilidade nas fileiras de gestão e, em 2007, a Nathan's Famous anunciou a venda da Miami Subs a um grupo de investimento privado, Miami Subs Capital Partner 1 Inc, por US$ 3,3 milhões.

### Expansão internacional e parceria
Na altura da venda, a cadeia operava em cerca de 60 locais, incluindo um na Turquia. Estavam planejados 40 restaurantes adicionais na Turquia, mas nunca foram concluídos. Estava em construção outra localização na Romênia, onde estavam planejados 20 restaurantes, mas também nunca foram concluídos.
Em 24 de julho de 2012, a Miami Subs anunciou que uma participação na cadeia foi adquirida por Armando Cristian Pérez, conhecido pelo seu nome artístico, Pitbull.
Em fevereiro de 2013, a Miami Subs anunciou um acordo para desenvolver novas lojas nos países do Oriente Médio do CCG: Arábia Saudita, Kuwait, Emirados Árabes Unidos, Omã, Catar e Bahrein. No entanto, estas lojas nunca chegaram a se concretizar.

### Mudança de marca para Miami Grill
A partir de 2014, a empresa decidiu alterar a sua estratégia de marca, mudando gradualmente para um novo conceito de marca chamado Miami Grill.

### Planos para o futuro
Em abril de 2020, o Miami Grill anunciou planos para eliminar as suas salas de jantar e instalar duas pistas de drive-thru, uma janela de encomendas e uma área de recolha de encomendas móvel em todos os locais, o que iria acomodar os tempos de mudança à medida que menos pessoas jantam em restaurantes.